# Don Giovanni in Sicilia
Don Giovanni in Sicilia é um filme italiano de 1967, dirigido por Alberto Lattuada, baseado no romance homónimo de Vitaliano Brancati.

## Sinopse
Giovanni Percolla, um conquistador de mulheres siciliano, emigra para o norte, casa-se e enriquece. Mas a sua virilidade parece decair ao ritmo em que sobe na vida.

## Elenco
- Lando Buzzanca: Giovanni Percolla
- Katia Moguy: Ninetta Marconella
- Katia Christine: Françoise
- Ewa Aulin: Wanda
- Ettore Mattia: Dr. Giorgini